# 伊奧拉 (伊利諾伊州)
伊奧拉（英語：Eola）是位於美國伊利諾伊州杜佩奇縣的一個非建制地區。該地的面積和人口皆未知。

## 地理
伊奧拉的座標為41°46′39″N 88°14′34″W / 41.77750°N 88.24278°W，而該地的平均海拔高度為220米（即722英尺）。